# Giuseppe Gandini (calciatore)
Giuseppe Gandini (Alessandria, 18 marzo 1900 – Alessandria, 15 ottobre 1989) è stato un calciatore italiano.

## Biografia
Originario del sobborgo di Spinetta Marengo, iniziò a praticare il calcio nell'uliciana Liberi e Forti di Alessandria. In gioventù lavorò come operaio all'Ansaldo di San Pier d'Arena, per poi ritornare in Piemonte durante il servizio di leva e debuttare in massima serie con la Valenzana.
Giocò nell'Alessandria per oltre un decennio. Interrotta improvvisamente la carriera nel 1932 per un infortunio patito in allenamento, lasciò il mondo del calcio e divenne impresario edile. Morì nel 1989, a 89 anni.

## Caratteristiche tecniche
Viene ricordato come un «tipico esponente della scuola piemontese di provincia che prima e dopo della Grande Guerra esprime un calcio grintoso, ruvido, molto concreto. [...] Un combattente, sia pur con piedi discreti». Nel corso della sua carriera rivestì diversi ruoli. Inizialmente, secondo Carlo Felice Chiesa, si affermò da attaccante interno per «notevoli doti fisiche e irruente agonismo».
Quando fu spostato dall'allenatore dell'Alessandria Béla Révész sulla fascia sinistra nel 1923 e poi, dall'anno successivo, al ruolo di centrosostegno rivelò «il tocco nitido dell'attaccante e il piglio del grande trascinatore».

## Carriera

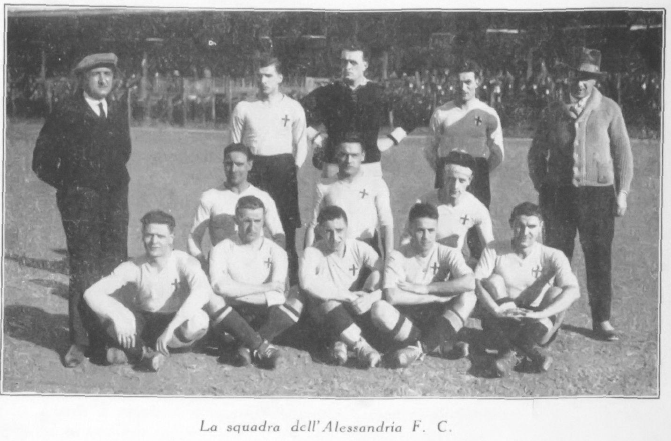
L'Alessandria 1927-1928. Gandini è sulla destra, in piedi, accanto all'allenatore Carcano.

### Club
Dopo aver militato in gioventù nell'alessandrina Liberi e Forti, debuttò in Prima Divisione con la Valenzana nella stagione 1920-1921; notato da Augusto Rangone, passò al termine di quel torneo all'Alessandria. Giocò la sua prima partita in maglia grigia il 2 ottobre 1921, a Casale Monferrato, nel derby Casale-Alessandria 0-0.
Rimase tra i grigi per 11 stagioni, diventandone capitano e leader: in piena epoca fascista, veniva soprannominato dai tifosi "il Duce" per l'entusiasmo e il carisma che dimostrava in campo; titolare inamovibile per Carcano, che ricopriva il suo stesso ruolo da calciatore, rifiutò la richiesta dell'allenatore di seguirlo alla Juventus. Con i grigi vinse la Coppa CONI del 1927 e sfiòrò la vittoria dello scudetto 1927-1928; in merito alla sua esperienza da calciatore dichiarò: «Giocavo con passione, per me era un divertimento, tanto che non sentivo neppure la fatica».
Il 6 dicembre 1931 disputò l'ultima gara della sua carriera, nuovamente a Casale; giovedì 10, durante la preparazione per l'imminente gara di campionato contro la Triestina, patì un infortunio ai legamenti del ginocchio, inizialmente catalogato come «leggera distorsione» e poi rivelatosi tanto grave da obbligarlo a chiudere la carriera. In un'intervista del 1989 commentò l'incidente, imputandolo al «freddo terribile» di quei giorni: «non è mai facile accettare un cambiamento radicale, anche se, in fondo, stavo già meditando di smettere perché, dopo 12 annate in A, anche giocare stava diventando pesante». È ad oggi il sesto giocatore grigio per numero di presenze ufficiali (236, cui si aggiungerebbe lo spareggio Padova-Alessandria del 1923).

### Nazionale
In Nazionale non conobbe particolari successi: perse cinque delle sei gare giocate in totale. Debuttò il 14 giugno 1925, al Mestalla di Valencia, nell'amichevole Spagna-Italia 1-0, schierato dal suo pigmalione Augusto Rangone nel ruolo di mediano sinistro.
L'ultima gara (Portogallo-Italia 4-1 del 1928) fu invece anche quella dell'esordio nello stesso ruolo che aveva all'epoca all'Alessandria, quello di centrosostegno, normalmente riservato al titolare Fulvio Bernardini.

## Statistiche

### Presenze e reti nei club
| Stagione           | Squadra            | Campionato         | Campionato | Campionato | Coppe nazionali | Coppe nazionali | Coppe nazionali | Totale | Totale |
| Stagione           | Squadra            | Comp               | Pres       | Reti       | Comp            | Pres            | Reti            | Pres   | Reti   |
| ------------------ | ------------------ | ------------------ | ---------- | ---------- | --------------- | --------------- | --------------- | ------ | ------ |
| 1920-1921          | Valenzana          | 1ª Cat             | ?          | ?          | -               | -               | -               | ?      | ?      |
| 1921-1922          | Alessandria        | 1ª Div             | 21         | 6          | -               | -               | -               | 21     | 6      |
| 1922-1923          | Alessandria        | 1ª Div             | 22+1       | 1          | -               | -               | -               | 22+1   | 0      |
| 1923-1924          | Alessandria        | 1ª Div             | 21         | 1          | -               | -               | -               | 21     | 1      |
| 1924-1925          | Alessandria        | 1ª Div             | 24         | 1          | -               | -               | -               | 24     | 1      |
| 1925-1926          | Alessandria        | 1ª Div             | 21         | 1          | -               | -               | -               | 21     | 1      |
| 1926-1927          | Alessandria        | DN                 | 16         | 0          | CONI+CI         | 12+1            | 1+0             | 29     | 1      |
| 1927-1928          | Alessandria        | DN                 | 28         | 3          | -               | -               | -               | 28     | 3      |
| 1928-1929          | Alessandria        | DN                 | 22         | 3          | -               | -               | -               | 22     | 3      |
| 1929-1930          | Alessandria        | A                  | 24         | 0          | -               | -               | -               | 24     | 0      |
| 1930-1931          | Alessandria        | A                  | 13         | 0          | -               | -               | -               | 13     | 0      |
| 1931-1932          | Alessandria        | A                  | 11         | 0          | -               | -               | -               | 11     | 0      |
| Totale Alessandria | Totale Alessandria | Totale Alessandria | 222+1      | 16         |                 | 13              | 1               | 236+1  | 17     |

### Cronologia presenze e reti in nazionale
| Cronologia completa delle presenze e delle reti in nazionale ― Italia | Cronologia completa delle presenze e delle reti in nazionale ― Italia | Cronologia completa delle presenze e delle reti in nazionale ― Italia | Cronologia completa delle presenze e delle reti in nazionale ― Italia | Cronologia completa delle presenze e delle reti in nazionale ― Italia | Cronologia completa delle presenze e delle reti in nazionale ― Italia | Cronologia completa delle presenze e delle reti in nazionale ― Italia | Cronologia completa delle presenze e delle reti in nazionale ― Italia |
| Data                                                                  | Città                                                                 | In casa                                                               | Risultato                                                             | Ospiti                                                                | Competizione                                                          | Reti                                                                  | Note                                                                  |
| --------------------------------------------------------------------- | --------------------------------------------------------------------- | --------------------------------------------------------------------- | --------------------------------------------------------------------- | --------------------------------------------------------------------- | --------------------------------------------------------------------- | --------------------------------------------------------------------- | --------------------------------------------------------------------- |
| 14-6-1925                                                             | Valencia                                                              | Spagna                                                                | 1 – 0                                                                 | Italia                                                                | Amichevole                                                            | -                                                                     |                                                                       |
| 18-6-1925                                                             | Lisbona                                                               | Portogallo                                                            | 1 – 0                                                                 | Italia                                                                | Amichevole                                                            | -                                                                     |                                                                       |
| 4-11-1925                                                             | Padova                                                                | Italia                                                                | 2 – 1                                                                 | Jugoslavia                                                            | Amichevole                                                            | -                                                                     |                                                                       |
| 18-7-1926                                                             | Stoccolma                                                             | Svezia                                                                | 5 – 3                                                                 | Italia                                                                | Amichevole                                                            | -                                                                     |                                                                       |
| 28-10-1926                                                            | Praga                                                                 | Cecoslovacchia                                                        | 3 – 1                                                                 | Italia                                                                | Amichevole                                                            | -                                                                     |                                                                       |
| 15-4-1928                                                             | Porto                                                                 | Portogallo                                                            | 4 – 1                                                                 | Italia                                                                | Amichevole                                                            | -                                                                     |                                                                       |
| Totale                                                                |                                                                       | Presenze                                                              | 6                                                                     |                                                                       | Reti                                                                  | 0                                                                     |                                                                       |

## Palmarès
- Coppa CONI: 1

Alessandria: 1927